# اسلام‌کوی، قسطمونی
اسلام‌کوی (به ترکی استانبولی: İslamköy) یک منطقهٔ مسکونی در ترکیه است که در قسطمونی واقع شده‌است.